# Élevage avec des marionnettes

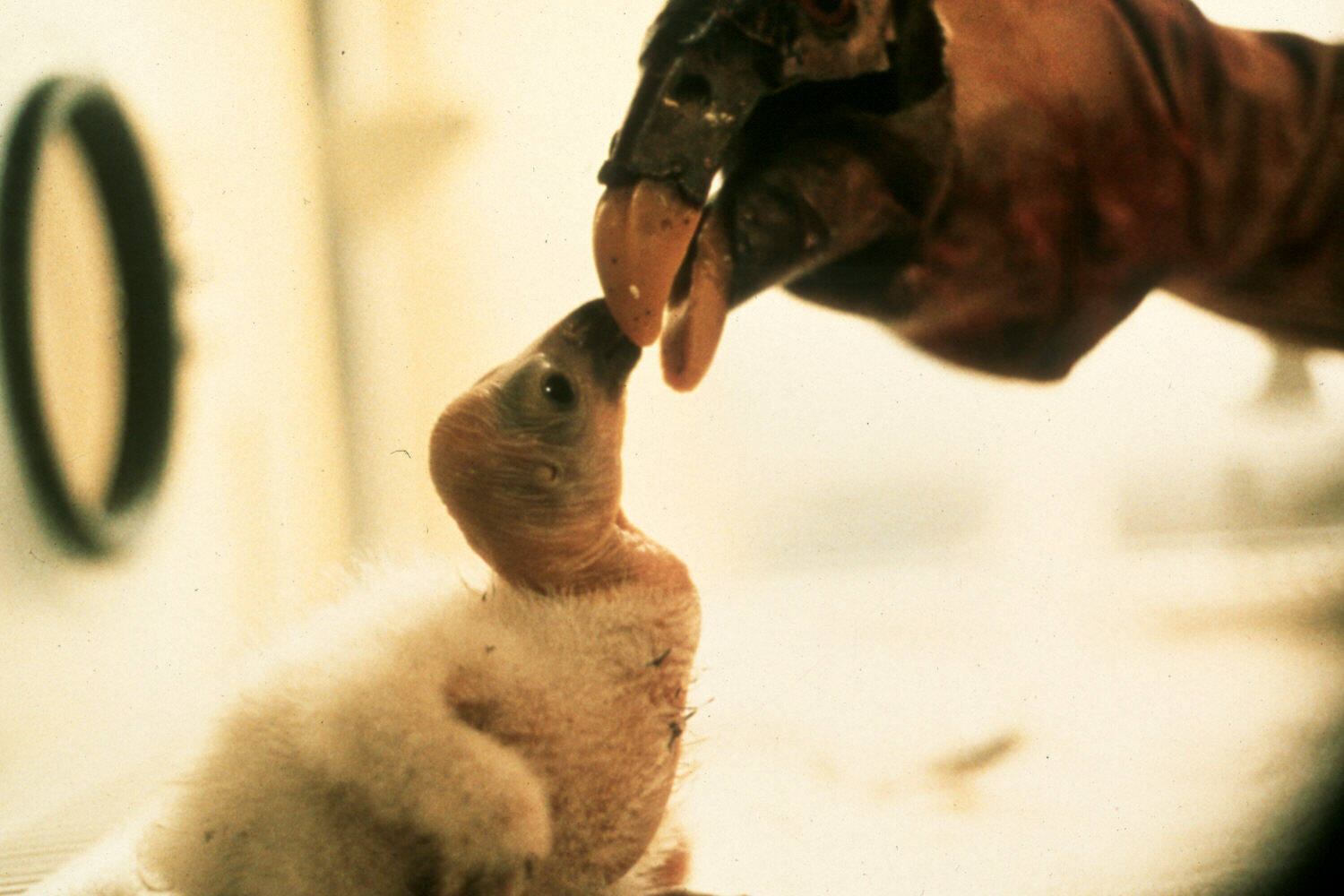
Alimentation avec des marionnettes d'un poussin de condor de Californie.

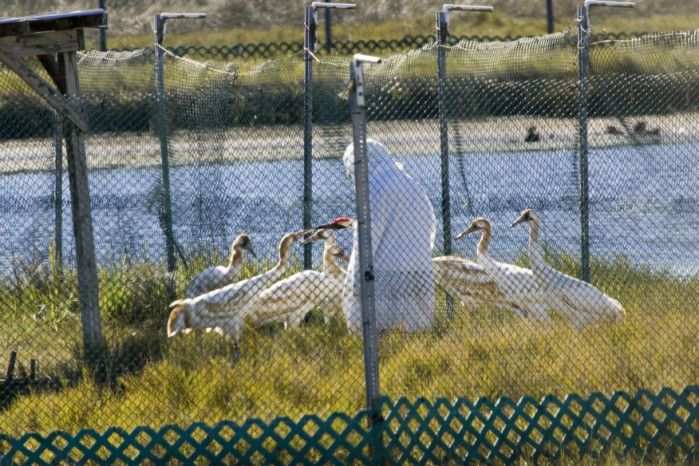
Alimentation des jeunes grues blanches.

L'élevage avec des marionnettes est une méthode d'élevage en captivité des oiseaux destinés à être réintroduits dans la nature, consistant à nourrir les poussins avec des marionnettes imitant des adultes de leur espèce afin d'éviter tout contact direct avec les êtres humains,. 
À travers l'imprégnation, les oiseaux associent les premières images de soins à leurs parents. Dans l'incubation artificielle des œufs ou pour les poussins orphelins, il est nécessaire de les nourrir à la main tant qu'ils ne peuvent pas le faire eux-mêmes. C'est pourquoi des marionnettes sont utilisées pour garantir que les oiseaux puissent être relâchés ultérieurement, ayant ainsi développé des liens avec leur propre espèce et restant méfiants à l'égard de l'humain,.